# Yāz Galdī
Yāz Galdī (persiska: ياز گلدی) är en ort i Iran.   Den ligger i provinsen Golestan, i den norra delen av landet, 500 km nordost om huvudstaden Teheran. Yāz Galdī ligger 236 meter över havet och antalet invånare är 259.
Terrängen runt Yāz Galdī är kuperad åt nordost, men åt sydväst är den platt. Yāz Galdī ligger nere i en dal som går i öst-västlig riktning. Runt Yāz Galdī är det ganska glesbefolkat, med 48 invånare per kvadratkilometer. Närmaste större samhälle är Marāveh Tappeh, 5,6 km väster om Yāz Galdī. Omgivningarna runt Yāz Galdī är i huvudsak ett öppet busklandskap.